# Процес срещу евангелистките пастори
Процесът срещу евангелистките пастори е съдебен процес, проведен от 25 февруари до 8 март 1949 година в София, срещу 15 членове на Върховния съвет на протестантската организация Обединени евангелски църкви.
Това е един от поредицата пропагандни политически процеси от периода на налагане на тоталитарния режим на Българската комунистическа партия, започнал ден след приемането в парламента на Закона за изповеданията. 15-те пастори от методистката, баптистката, петдесятническата и конгрешанската църкви са обвинени в шпионаж в полза на Съединените щати, незаконни валутни сделки, „лек и охолен живот“ и разпространяване на клевети и слухове.
Подложени на мъчения, обвиняeмите са принудени да се разкайват публично за предполагаемите си престъпления. Делото е гледано от Софийския областен съд и завършва с присъди за всички обвиняеми – 4 души (Васил Зяпков, Янко Иванов, Никола Михайлов и Георги Чернев) са осъдени на доживотен затвор, 9 – на различни срокове затвор, а двама получават условни присъди.